# Saint-Julien-Vocance
 Saint-Julien-Vocance  là một xã ở tỉnh Ardèche, vùng Rhône-Alpes ở đông nam nước Pháp.